# Cunninghammyces
Cunninghammyces är ett släkte av svampar. Cunninghammyces ingår i familjen Cyphellaceae, ordningen Agaricales, klassen Agaricomycetes, divisionen basidiesvampar och riket svampar.
|                 | Cyphella                                                                                 |
|                 |                                                                                          |
|                 | Cheimonophyllum                                                                          |
|                 |                                                                                          |
|                 | Campanophyllum                                                                           |
|                 |                                                                                          |
|                 | Incrustocalyptella                                                                       |
|                 |                                                                                          |
| Cunninghammyces | \| \| Cunninghammyces umbonatus \| \| \| \| \| \| Cunninghammyces fusisporus \| \| \| \| |
|                 | \| \| Cunninghammyces umbonatus \| \| \| \| \| \| Cunninghammyces fusisporus \| \| \| \| |
|                 | Chondrostereum                                                                           |
|                 |                                                                                          |
|                 | Phaeoporotheleum                                                                         |
|                 |                                                                                          |
|                 | Asterocyphella                                                                           |
|                 |                                                                                          |
|                 | Granulobasidium                                                                          |
|                 |                                                                                          |
|                 | Gloeostereum                                                                             |
|                 |                                                                                          |
|                 | Dendrocyphella                                                                           |
|                 |                                                                                          |
|                 | Catilla                                                                                  |
|                 |                                                                                          |
|                 | Thujacorticium                                                                           |
|                 |                                                                                          |
|                 | Hyphoradulum                                                                             |
|                 |                                                                                          |
|                 | Sphaerobasidioscypha                                                                     |
|                 |                                                                                          |
|                 | Seticyphella                                                                             |
|                 |                                                                                          |
|                 | Gloeocorticium                                                                           |
|                 |                                                                                          |
|                 | Cunninghammyces umbonatus                                                                |
|                 |                                                                                          |
|                 | Cunninghammyces fusisporus                                                               |
|                 |                                                                                          |

|  | Cunninghammyces umbonatus  |
|  |                            |
|  | Cunninghammyces fusisporus |
|  |                            |